# USS LST-759
O USS LST-759 foi um navio de guerra norte-americano da classe LST que operou durante a Segunda Guerra Mundial.